# Sue

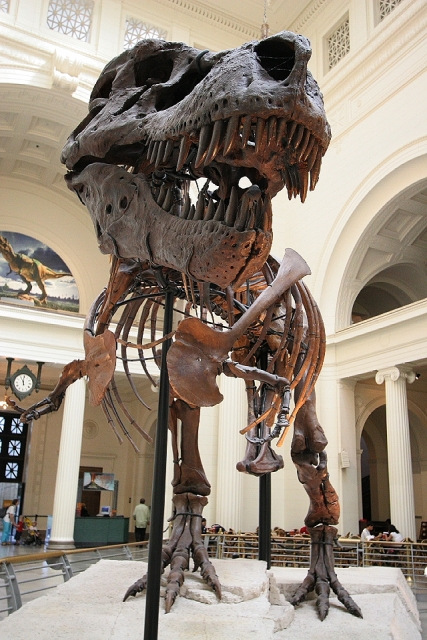
Exposição do espécime no Museu Field de História Natural.

"Sue" é o apelido dado a FMNH PR 2081, que é um dos maiores, mais extensos e mais bem preservado espécime de Tyrannosaurus rex já encontrados. Foi descoberto no verão de 1990 por Sue Hendrickson, uma paleontóloga e foi nomeado logo após. Após as disputas de posse serem resolvidas, o fóssil foi leiloado em outubro de 1997 para os EUA por $ 8,36 milhões de dólares, o valor mais alto já pago por um fóssil de dinossauro, e agora é uma peça permanente do Museu Field de História Natural, em Chicago, Illinois.

## Descoberta

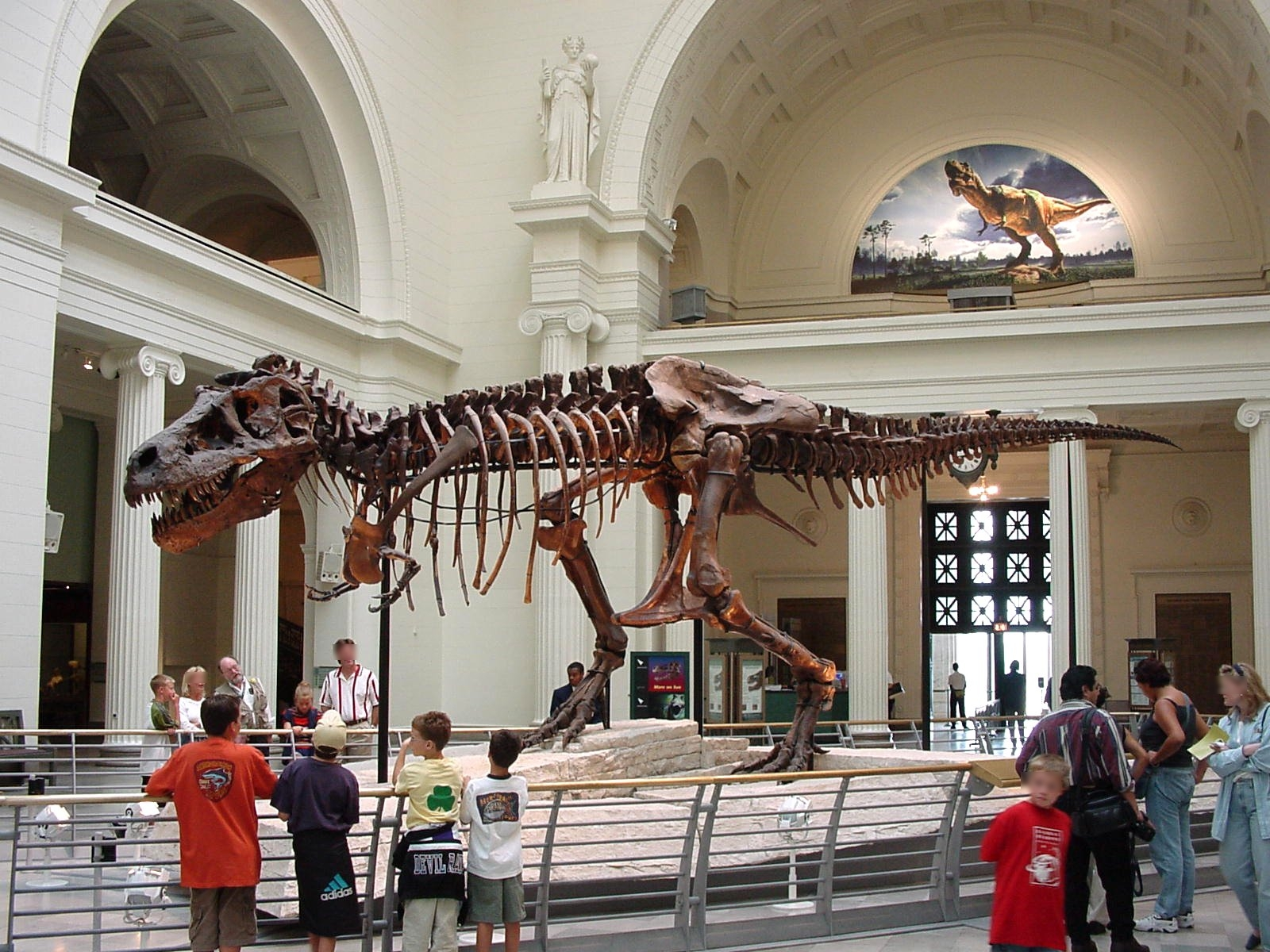
Perceba o seu tamanho em relação as pessoas, note também a pintura de John Gurche ao fundo.

Durante o verão de 1990, um grupo de trabalhadores do Instituto de Black Hills, localizado em Hill City, procurou fósseis na Reserva Indígena Rio Cheyenne, no oeste de Dakota do Sul, perto da cidade de Faith. Até o final do verão, o grupo descobriu ossos de edmontossauro e estavam prontos para se retirarem do local. No entanto, antes que o grupo pudesse partir, em 12 de agosto, um pneu de seu caminhão foi esvaziado. Enquanto o resto do grupo foi à cidade para consertar o caminhão, Sue Hendrickson decidiu explorar as falésias próximas que o grupo não tinha marcado. Como ela estava andando na base de um penhasco, ela descobriu alguns pequenos pedaços de ossos. Ela olhou pra cima para ver de onde os ossos se originaram, e observou ossos maiores salientes na parede do precipício. Ela voltou para o acampamento com dois pequenos pedaços de ossos e relatou a descoberta ao presidente do Instituto de Black Hills, Peter Larson. Ele determinou que os ossos eram de um T.rex por seu contorno característico e textura. Mais tarde, um exame mais detalhado do local mostraram muitos ossos visíveis acima do solo e algumas vértebras articuladas. A tripulação arrumou gesso extra e embora alguns membros da tripulação tiveram de se afastar, Susan e os outros trabalhadores, começaram a descobrir os ossos. O grupo estava animado, pois era evidente que muito do dinossauro tinha sido preservado. Anteriormente eram descobertos esqueletos de T.rex com geralmente, mais de metade dos seus ossos ausentes. Mais tarde, foi determinado que Sue foi um recorde de 80% do esqueleto completo descoberto. Os cientistas acreditam que este espécime foi coberto pela água e lama logo após a sua morte impedindo que outros animais carniceiros devorassem seus restos. Quando o fóssil foi encontrado, os ossos do quadril estavam acima do crânio e os ossos da perna foram interligados com as costelas. O tamanho grande e condição excelente dos ossos também surpreenderam. Depois que o grupo completou a escavação dos ossos, cada vértebra estava coberta de serapilheira e revestidas em gesso, foram transferidos para os escritórios do Instituto de Black Hills, onde preparadores começaram a limpar os ossos.

### Exibição

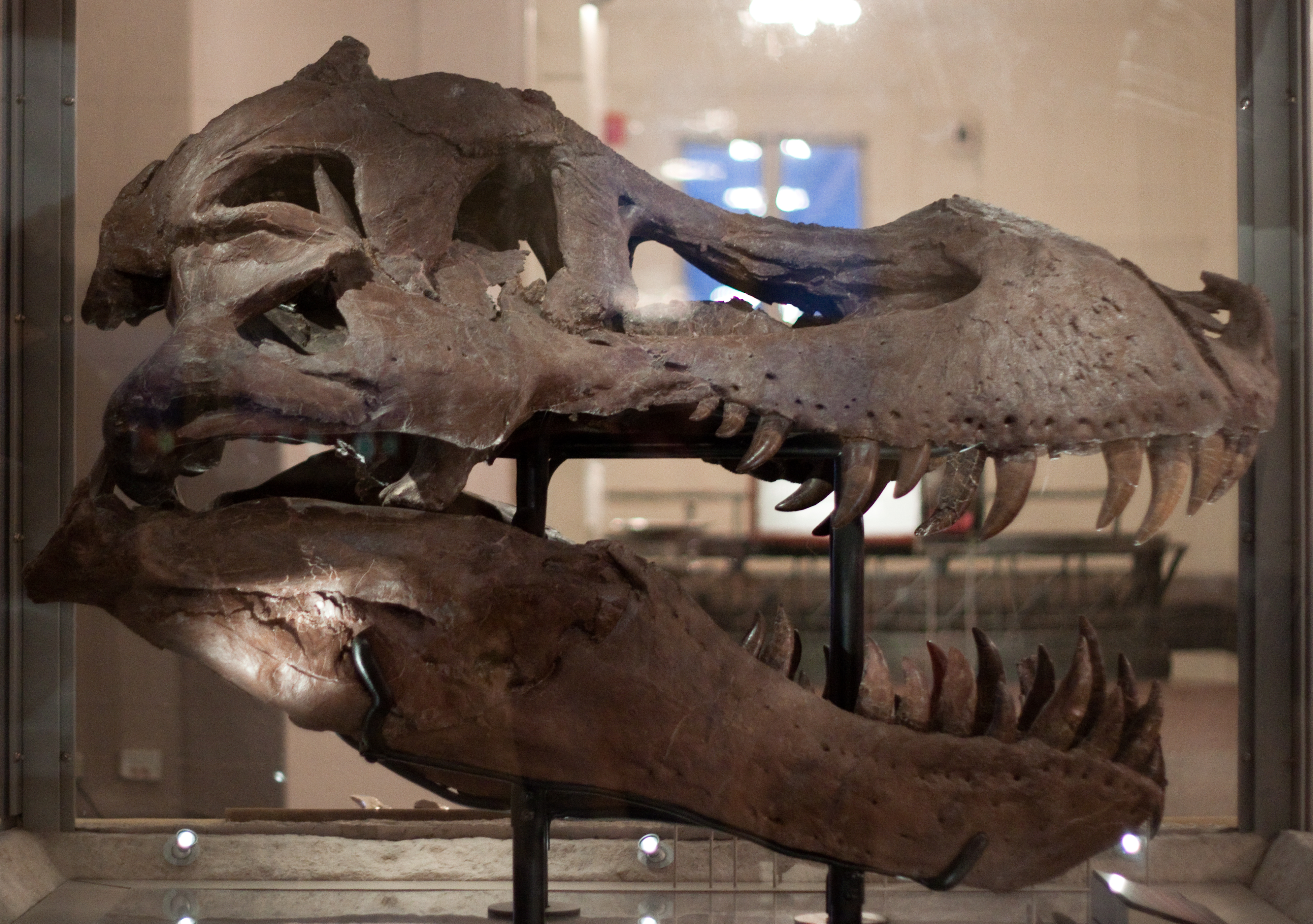
Cabeça original de Sue em exposição.

Depois que os ossos foram preparados, fotografados e estudados, eles foram enviados para New Jersey onde começou o trabalho da montagem. Este trabalho consiste em dobrar peças de aço para suportar cada osso em segurança e para mostrar todo o esqueleto articulado como era em vida. O crânio verdadeiro não foi incorporado na montagem, seria usado para estudos posteriores, sendo difícil com a cabeça 13 pés do chão. Partes do crânio haviam sido esmagados e quebrados, e assim apareceu distorcido. O museu fez um molde do crânio, e fez alterações para remover as distorções, assim, o crânio ficou próximo do que seria, normalmente. O crânio "falso" também ficou mais leve, permitindo que ele seja exibido no esqueleto sem a utilização de um aço na vertical sob a cabeça. O crânio original é exibido em uma peça de vidro que pode ser aberta para permitir aos pesquisadores o acesso para estudo. Quando todo o esqueleto foi montado, mediu-se doze metros de comprimento do focinho à cauda, e 3,6 metros de altura até os quadris. A exposição de Sue iniciou em 17 de maio de 2000, com mais de 10 mil visitantes. O paleoartista John Gurche pintou um mural de um Tyrannosaurus para a exposição.

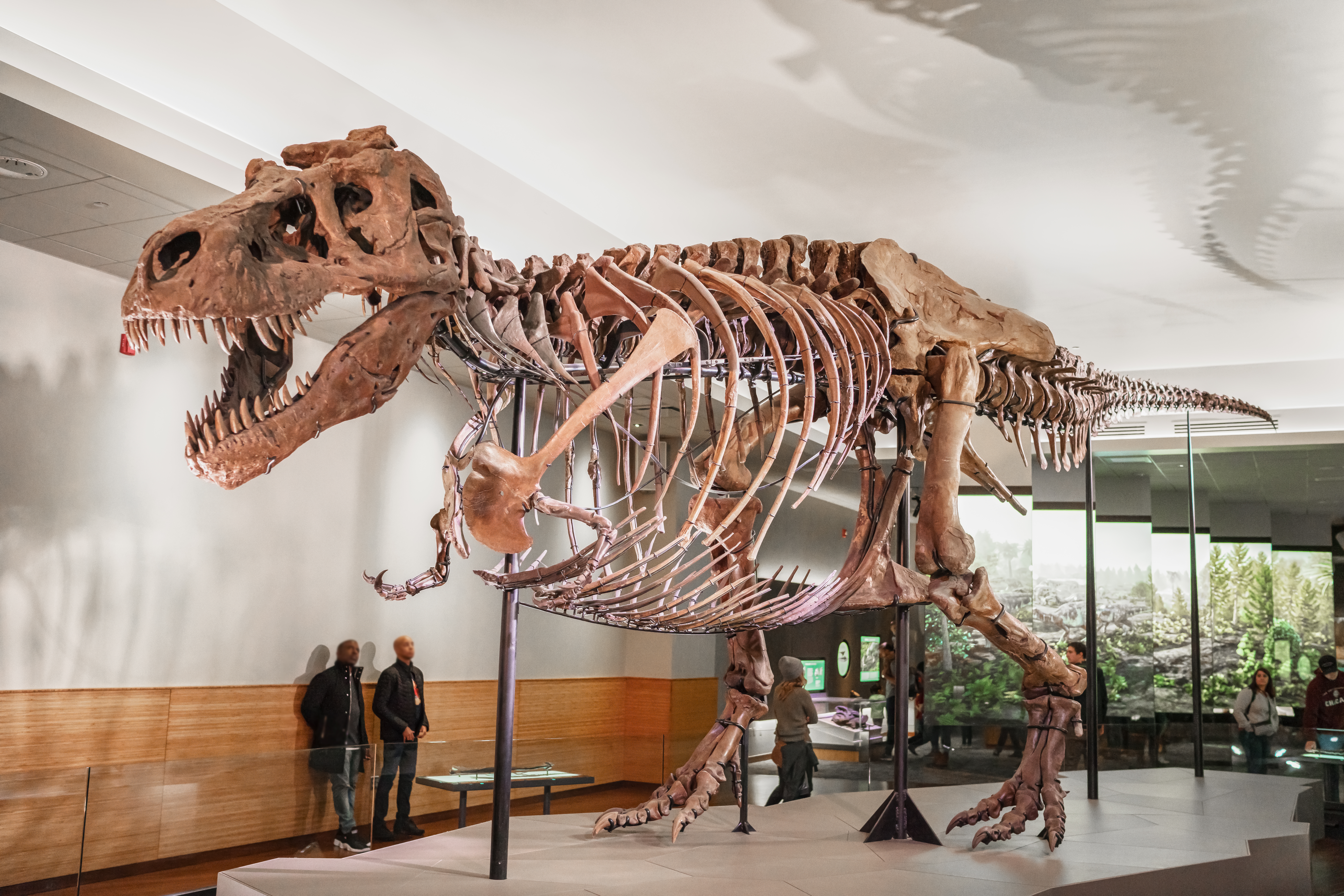
Sue Tyrannosaurus Rex.

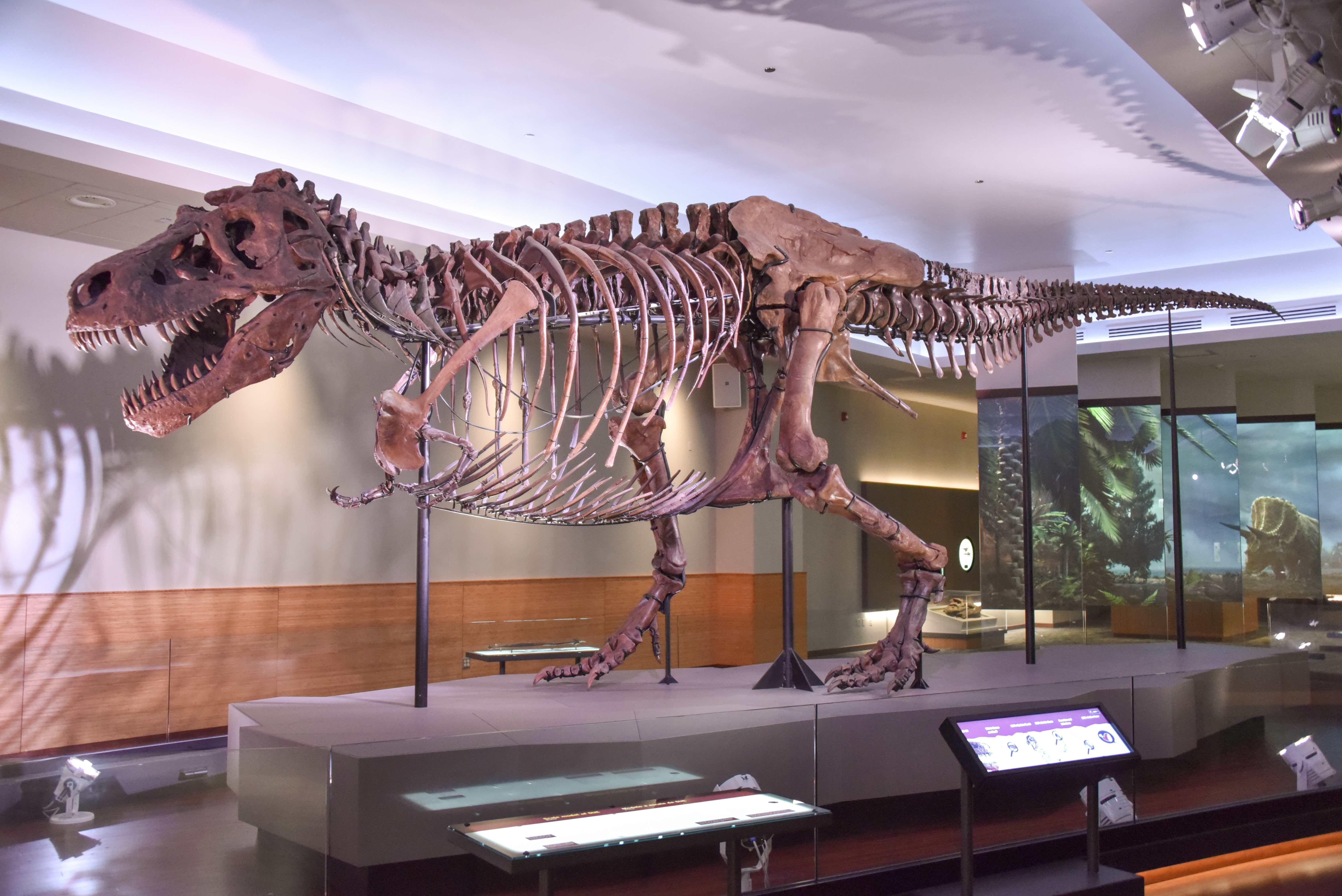
Esqueleto de Sue em exibição.